# ۱۲ تیر
۱۲ تیر صد و پنجمین روز سال در گاه‌شماری خورشیدی است. به پایان سال ۲۶۰ روز (۲۶۱ روز در سال کبیسه) باقی‌است.

## رویدادها
- ۱۳۸۹ - اجرای حکم قطع دست یک نفر در زندان ملایر
- ۱۳۹۲. کودتای ارتش مصر به رهبری عبدالفتاح السیسی علیه دولت به ریاست محمد مرسی(۳ جولای ۲۰۱۳م)
- ۱۳۹۹ - حادثه ۱۳۹۹ نطنز

## زادروزها
- ۱۳۰۱ - محمدحسین جزیره‌ای، جنگل دار و استاد جنگل‌شناسی
- ۱۳۱۴ - رضا فاضلی، بازیگر و فعال سیاسی ملی‌گرا، مجری و مدیر تلویزیون سیاسی مخالف حکومت جمهوری اسلامی ایران
- ۱۳۲۲ - حسن ناهید، نوازنده نی
- ۱۳۵۲ - غلامرضا شهبازی، بازیگر
- ۱۳۶۰ - علیرضا نورمحمدی، بازیکن فوتبال
- ۱۳۶۲ - محمدهادی دیباجی، بازیگر

## درگذشت‌ها
- ۱۲۹۷ - مسعود میرزا ظل‌السلطان، شاهزاده قاجار و پسر ارشد ناصرالدین‌شاه
- ۱۳۰۳ - میرزاده عشقی، شاعر، روزنامه‌نگار، نویسنده و نمایشنامه‌نویس ایرانی
- ۱۳۴۹ - عبدالحسین امینی معروف به علامه امینی، نویسنده کتاب الغدیر
- ۱۳۸۸ - جمشید شیبانی، آهنگساز، کارگردان، تهیه‌کننده، خواننده و ترانه‌سرای موسیقی
- ۱۳۹۹ - سیروس گرجستانی، بازیگر
- ۱۴۰۰ - محمد برسوزیان، بازیگر (ز. ۱۳۲۴)[۱]
- ۱۴۰۰ - فرهاد طب‌نوری، فیلمنامه‌نویس (ز. ۱۳۴۴)
- دیوگو ژوتا ، بازیکن فوتبال ( ۱۴۰۴[۲]